# Handelswetenschappen
De opleiding BSc/MSc Handelswetenschappen (Engels: BSc/MSc Business Administration) is een studierichting in België dat wordt aangeboden aan verschillende universiteiten. Het betreft een vierjarige universitaire opleiding die studenten opleidt tot (bedrijfs)econoom. Deze opleiding omvat zowel algemene economische vakken, zoals inleiding tot de economie, micro- en macro-economie en internationale economie, als bedrijfseconomische vakken zoals vennootschapsboekhouden, bedrijfsfinanciering en financiële analyse.
De opleiding legt een sterke nadruk op economische en bedrijfseconomische vakken, maar  er wordt ook een sterke focus gelegd op ondersteunende vakken zoals wiskunde, statistiek en informatica. Deze vakken dragen bij aan een analytische en wetenschappelijke benadering van bedrijfsbeheer en economie. Een talencomponent en onderzoeksmethodologie vormen eveneens een integraal onderdeel van het curriculum.
In Engelstalige landen zijn diploma’s zoals de Bachelor of Business Administration (BBA), Bachelor of Commerce (BCom) en Bachelor of Science in Business Economics (BSc) vergelijkbaar met de Belgische bachelor BSc Handelswetenschappen/Business Administration. Deze programma's bieden een brede basis in bedrijfsbeheer, economie, en gerelateerde disciplines, met aandacht voor zowel theorie als praktijk, en bereiden studenten voor op een carrière in het bedrijfsleven of verdere academische studie. Hoewel de specifieke invulling per land of universiteit kan variëren, zijn de kernonderwerpen en doelen sterk gelijkend.

## Master of Science Handelswetenschappen (België)
In België is Handelswetenschappen een van de vier economische diploma's naast Handelsingenieur, Toegepaste Economische Wetenschappen en Economische Wetenschappen. Het is tegenwoordig een studierichting van 4 jaar op academisch, universitair, niveau (master) en werd vroeger gegeven aan de hogeschool (Licentiaat Handelswetenschappen). Sinds academiejaar 2013-2014 wordt de richting evenwel aangeboden door universiteiten. Studenten verkrijgen de graad Bachelor of Science (3 jaar) of Master of Science (1-jarige master) in de handelswetenschappen. Vlaamse studenten die deelnemen aan een uitwisselingsproject komen doorgaans in opleidingen economie, bedrijfseconomie of business terecht aan een buitenlandse universiteit (bv. Erasmus).
Handelswetenschappen heeft reeds een lange bestaansgeschiedenis. Het is de oudste economische opleiding in België. Vele diplomaten, politici, bankiers en ondernemers werden in de handelswetenschappen gevormd. Bekende afgestudeerden zijn onder andere Geert Noels, Leo Tindemans, Gaston Eyskens, Hubert Detremmerie, Fons Verplaetse, Frans Grootjans, Jean-Paul Votron, Michèle Sioen, Steven Vandeput, Michel Van Hemele, Johnny Thijs, Etienne Schouppe, Jean-Pierre Van Rossem, Willem Elsschot, Michel Moortgat, Jean-Pascal Labille, Remi Vermeiren, Leona Detiège, Lionel Bajart en Christiaan De Wilde.

### Verschil Handelswetenschappen en Toegepaste Economische Wetenschappen (TEW)
De studierichting handelswetenschappen is gelijkaardig aan de opleiding Toegepaste Economische Wetenschappen (TEW). Een groot verschil tussen de opleidingen zit hem in de methodiek en aanpak. Bij de opbouw van een redenering start men in de opleiding TEW vanuit de theorie, terwijl Handelswetenschappers meer zoals aan de Amerikaanse business schools aan case-based reasoning gaan doen. Het gros van de vakken situeert zich in beide richtingen rond volgende onderwerpen: micro- en macro-economie, finance & accounting, wiskunde & statistiek, moderne talen, management en recht. Daarnaast worden er algemeen vormende vakken gegeven zoals onder andere filosofie, psychologie, sociologie en geschiedenis. De Toegepaste Economische Wetenschappen vinden hun grondslag eerder in de bedrijfseconomie. Studenten T.E.W. benaderen organisatie en management conceptueel en met kwantitatieve diepgang. De bedrijfseconomie focust daarbij op de economische problematiek van het bedrijf. Managementbeslissingen onderbouwt ze vanuit een economisch perspectief. De Handelswetenschappen daarentegen vinden hun grondslag eerder in de bedrijfskunde. De bedrijfskunde is een praktisch georiënteerde wetenschap, die haar inzichten deels aan de managementpraktijk ontleent en in haar aanpak probleemgeoriënteerd is. Dit met kwantitatieve ondersteuning. Ze vertrekt bij
de studie van managementvraagstukken eerder vanuit een interdisciplinaire benadering van organisaties en hun economische marktomgeving, dit steeds met een wetenschappelijke onderbouw.

### Locaties waar men Handelswetenschappen kan studeren
In België kan de opleiding master handelswetenschappen onder andere gevolgd worden aan:
- KU Leuven Faculteit Economie en Bedrijfswetenschappen campus Brussel in Brussel (voorheen HUBrussel, daarvoor EHSAL en VLEKHO)
- KU Leuven Faculteit Economie en Bedrijfswetenschappen Campus Carolus in Antwerpen (voorheen Lessius Antwerpen)
- Universiteit Gent (voorheen HoGent)
- Universiteit Hasselt

De faculteit Economie en Bedrijfswetenschappen van de KU Leuven (met campussen in Brussel en Antwerpen) is marktleider en heeft de langste traditie in handelswetenschappen. Het programma wordt aangeboden in dag- en avondonderwijs.
Tot 1968 werden te Antwerpen aan de UFSIA (opgericht op 5 januari 1852) en aan het RUCA (opgericht op 29 oktober 1852), beide opgegaan in de Universiteit Antwerpen, de graden van Kandidaat in de Handelswetenschappen, Licentiaat in de Handels- en Financiële Wetenschappen, Licentiaat in de Handels- en Consulaire Wetenschappen en Licentiaat in de Handels- en Maritieme Wetenschappen uitgereikt.

### Afstudeerrichtingen
Men kan verschillende afstudeerrichtingen volgen binnen de master handelswetenschappen, namelijk:
- Accountancy en Fiscaliteit (Antwerpen en Gent)
- Accountancy - optie Algemene Accountancy of optie Revisoraat (Brussel)
- Fiscale Wetenschappen (Brussel)
- Bedrijfsmanagement en Ondernemerschap (Brussel)
- Internationale Betrekkingen (Brussel)
- International Business Management - in het Engels (Brussel)
- Business Information Management - in het Engels (Brussel)
- International Relations - in het Engels (Brussel)
- Financieel Management (Antwerpen)
- Humanresourcesmanagement (Antwerpen en Brussel)
- Internationaal zakenwezen (Antwerpen)
- Marketingmanagement (Antwerpen, Gent en Brussel)
- Finance en risk management (Gent en Brussel)
- Management en informatica (Gent)[1]
- Strategisch management (Gent)
- Corporate finance (Antwerpen)
- Strategic business management (Antwerpen)
- Financial Analysis (Brussel)

Handelswetenschappen kan zowel aan de UGent als aan de KU Leuven (Brussel en Antwerpen) gevolgd worden als een schakelprogramma na een professionele bachelor. Aan de KU Leuven in Brussel is het tevens mogelijk dit schakelprogramma in het Engels te volgen om zo te kunnen doorstromen naar een Engelstalige master Business Administration. 
Sinds het academiejaar 2013-2014 werden academische hogeschoolopleidingen als handelswetenschappen universitaire opleidingen.

## Keuzevak Handelswetenschappen (Nederland)
Handelswetenschappen (en recht) was in Nederland een keuzevak behorende bij het oude curriculum havo (tot 1998). Het vak handelswetenschappen behandelde de volgende onderwerpen: boekhouden, handelsrekenen en recht. Qua inhoud is het vak handelswetenschappen te vergelijken met het Praktijkdiploma Boekhouden.